# 澄月街道
澄月街道，是中华人民共和国湖北省黃石市西塞山区下辖的一个乡镇级行政单位。

## 行政区划
澄月街道下辖以下地区：
李家坊社区、龚家巷社区、花园西路社区居委、枣子山社区、环湖路社区和澄月岛社区。